# Klinik Königstein der KVB

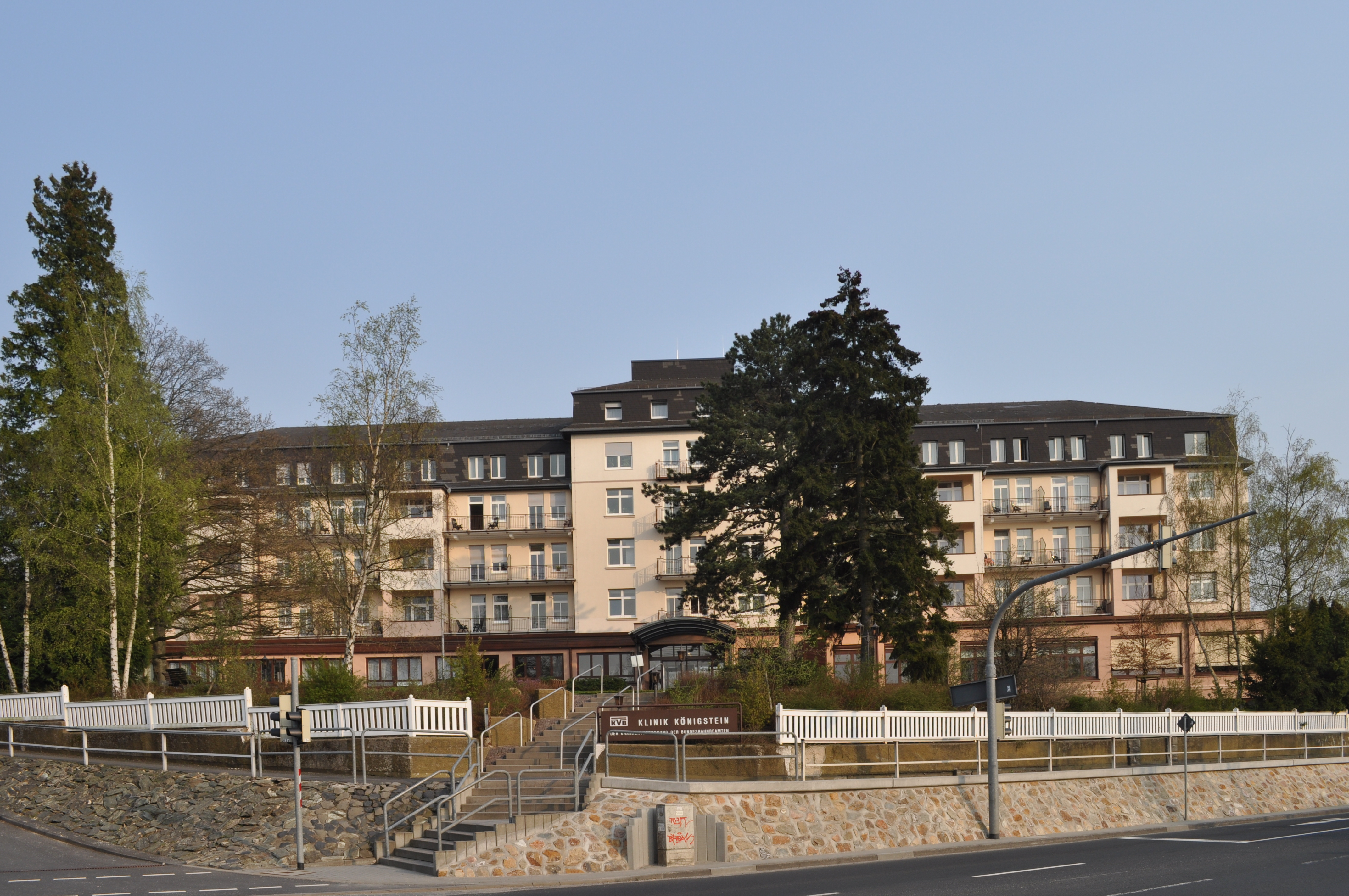
Klinik Königstein der KVB

Die Klinik Königstein der KVB ist ein Krankenhaus der Krankenversorgung der Bundesbahnbeamten (KVB) in Königstein im Taunus.

## Geschichte

### Das Grand-Hotel Königstein
Am 5. Juli 1907 wurde im Kurort Königstein durch den Frankfurter Hotelier Eduard Stern das „Grand-Hotel Königstein“ eröffnet. Der Bau war in nur 11 Monaten abgeschlossen worden. Die Kurstadt hatte in der zweiten Hälfte des 19. Jahrhunderts einen rasanten Aufstieg genommen, an dem Stein mit seinem Luxushotel partizipieren wollte. Der imposante Bau, auf einer Anhöhe vor den Grenzen der Stadt unterhalb des Hardtbergs errichtet, wurde sofort das erste Haus am Platze.
Das Hotel war zu Fuß über die damalige Sodener Chaussee an den Ort Königstein angebunden. Die Straße verfügte über (damals noch sehr ungewöhnliche) elektrische Beleuchtung und band das Hotel auch an den 1902 erbauten Bahnhof Königsteins an.
Auch das Hotel bot allen Luxus der damaligen Zeit: Elektrisches Licht, Zentralheizung und sogar Aufzüge waren damals eine deutlich gehobene Ausstattung. Neben über 100 Zimmern wurde eine Reihe von Suiten angeboten. Die Gästelisten belegen auch den vielfachen Besuch von Industriellen und Personen des Hochadels.

### Der Erste Weltkrieg und die Folgen
Mit dem Ersten Weltkrieg brach 1914 jedoch der Fremdenverkehr zusammen. 1914 wurde das Hotel in „Hotell Königsteiner Hof“ umbenannt und später ein Lazarett für Kriegsverwundete eingerichtet. 1918 endete zwar der Krieg, Königstein wurde jedoch als Teil des Kreises Königstein in eine besetzte Zone („Brückenkopf Mainz“) eingegliedert und vom restlichen Reich abgeschnitten. Zwischen Hotel und Stadt wurden Kasernen für die 700 alliierten Soldaten errichtet, die die Stadt bis 1925 besetzt hielten.
An einen wirtschaftlichen Betrieb des Hotels war unter diesen Umständen nicht zu denken. Das Hotel wurde am 23. August 1919 zwar wieder eröffnet. 1927 musste Sterns Sohn Carl Stern das Hotel aber schließen und im November 1928 verkaufen.

### Eisenbahnerheim
Käufer war die Sozialkasse der Deutschen Reichsbahn, die Reichsbahnbeamten Krankenversorgung (R.K.V.). Diese richtet in dem Gebäude eine Klinik für Bahnmitarbeiter ein. Im Juli 1929 wurden die ersten Patienten aufgenommen.
Mit Beginn des Zweiten Weltkriegs wurde die Klinik 1939 durch die Wehrmacht beschlagnahmt, die dort ein Reservelazarett betrieb. Nach dem Krieg wurde das Haus noch bis April 1947 als Kriegsgefangenenlazarett genutzt. 1947 wurde das Gebäude der Landesversicherungsanstalt Hessen übergeben, die dort eine Lungenheilanstalt für Tuberkulosekranke einrichtete. Diese Nutzung stieß auf massiven Widerstand der Königsteiner, die um den Kurbetrieb in Königstein fürchteten.
10 Jahre später wurden die Wünsche der Stadt erhört. Das Gebäude wurde dem heutigen Träger, der KVB überschrieben und umfassend umgebaut. August 1958 wurde die Klinik mit einem Schwerpunkt auf Herz- und Kreislauferkrankungen neu eröffnet. Nun verfügte das Haus über 84 Zimmer für 200 Patienten.
1974 und 1975 wurde ein Personalbau, 1984 ein neuer Bettentrakt errichtet. Damit war die Umstellung auf Einzelzimmer erfolgt.
1992 wurde die Anlage um ein Therapiezentrum mit Schwimmbad und Sporthalle erweitert. Im gleichen Jahr wurde die Klinik mit der Georg Pingler-Plakette der Stadt Königstein für ihre Verdienste um Kur- und Fremdenverkehr ausgezeichnet.
2007 bis 2009 wurde die Klinik für 8 Millionen Euro umfassend saniert.

## Heutige Klinik
Heute ist die KVB-Klinik mit 184 Betten (davon 136 im Hauptgebäude) die größte Klinik in Königstein. Sie steht nicht nur den Versicherten der KVB, sondern auch denen anderer Versicherungen (vor allem der Bahn-BKK und der Deutschen Rentenversicherung Knappschaft-Bahn-See) offen. Schwerpunkt sind Herz- und Kreislauferkrankungen sowie Stoffwechsel, Adipositas, Diabetes und Orthopädie.
Am 1. August 2012 hat Gerhard Toepel als Nachfolger von Arno Schöneberger den Chefarztposten an der Klinik Königstein übernommen. Seit 2022 wurde die ärztliche Führung durch Viera Böhler, Chefärztin Orthopädie und Thomas Jansen, Chefarzt Innere Medizin & Kardiologie übernommen.